# Fort Sumter
Fort Sumter è una struttura fortificata costruita durante la realizzazione del progetto Third system (iniziato dal 1816 quando in seguito alla guerra del 1812 il Congresso degli Stati Uniti approvò un budget di oltre 800 000 dollari per migliorare il sistema difensivo delle coste americane). È situato nello Stato della Carolina del Sud a Charleston. 
L'assedio da parte delle forze confederate alla guarnigione unionista presente al suo interno provocò l'inizio della guerra di secessione americana combattuta nella seconda metà dell'Ottocento tra gli Stati del nord e quelli del sud.

## Storia
Chiamata in tal modo grazie a Thomas Sumter, la struttura è importante per due battaglie che si sono avute nei pressi:
- Prima battaglia di Fort Sumter (12–13 aprile 1861), bombardamento con perdita della costruzione che ha avviato la guerra di secessione americana. All'inizio della battaglia si videro in campo Robert Anderson che presiedeva la fortezza dell'Unione mentre per il governo confederato scese in campo Pierre Gustave Toutant de Beauregard.
- Seconda battaglia di Fort Sumter (9 settembre 1863).